# Cantón Rocafuerte
Rocafuerte es un cantón de la provincia de Manabí en Ecuador. Su cabecera cantonal es la homónima ciudad de Rocafuerte. El alcalde actual para el período 2023 - 2027 es Norberto Vélez.

## Datos principales

### Antecedentes
El 30 de septiembre de 1852 fue elevado a la categoría de cantón, con el nombre de Rocafuerte, según decreto legislativo suscrito en Guayaquil, cuando era presidente de la Asamblea Pedro Moncayo y jefe supremo, José María Urbina.
Rocafuerte fue parroquia de Portoviejo hasta el año en que logró su cantonización, pero en esa época era uno de los pueblos más importantes de Manabí. En la colonia también se conoció a Rocafuerte con el nombre de San Judas Tadeo, por la costumbre de aquel tiempo de asignar a las nuevas ciudades el nombre del santo que correspondía en el santoral, en la fecha que se inscribía en las crónicas españolas.
  
Abarca un bello y extenso valle que fue asentamiento de la cultura Pichota, tribu que, según la historia, arribó por el río Chota, sistema fluvial de la hoya de Ibarra.
. Por su potencial, en la producción de arroz, a este cantón se lo conoce como el granero de Manabí.
  
Otra de las fuentes de trabajo, que ancestralmente contribuye a la economía del cantón, es la fabricación de sillas de tijera, actualmente desplazada por un nuevo modelo (perezosas). La elaboración de objetos decorativos en tagua, producción de ropa, bordados, ollas de barro, dulces y otras artesanías también son parte del aparato productivo.
En este cantón no se ha explotado el turismo, pero tiene recursos que prestan las facilidades para hacerlo.

### Ubicación
Situado en la parte occidental del territorio ecuatoriano, parte central de la Provincia de Manabí, a 0° 55” y 6” de latitud sur y 80° 26” 10” de longitud occidental, limita al norte con los cantones Sucre y Tosagua, al sur con Portoviejo,  al este con Junín al oeste con Portoviejo y Sucre.
  
Ubicado en un lugar privilegiado, ya que es el centro de convergencia de los balnearios Crucita, San Jacinto y San Clemente, localizado a 20 km de la capital de provincia y a 33Km. Del aeropuerto y puerto marítimo internacional del cantón Manta.

### Organización territorial
El cantón tiene una parroquia (urbana) en la cabecera cantonal, y una parroquia rural llamada Sosote. Abarca 54 comunidades repartidas en 3 zonas zona alta, zona baja y la zona urbana.

### Topografía
Es plana, siendo su máxima altura 215msnm, en la comunidad conocida como San Miguel de Tres Charcos y la menor en el sector “El Pueblito” con 8msnm, forma parte del valle del Río Portoviejo, el mismo que al igual que el Río Chico.  

### Clima
Es relativamente fresco y tiene una temperatura media anual de 25 °C. precipitaciones medias de 163.5 mm. En la zona occidental está influenciado por los vientos marinos que entran por la ensenada de Crucita,  la humedad relativa = 84%. Según la clasificación Holdrige: Monte Espinoso Tropical y Bosque Muy Seco Tropical.

Tipo de Clima: Según el Sistema de Información Geográfica y Agropecuaria SIGAGRO, Rocafuerte presenta dos climas = el Tropical Megatermico Seco hacia el lado oeste y el Tropical Megatermico Semi – Árido que se ubica en el extremo este.

### Superficie
Presenta una superficie de 280.4 km², dividido en 54 comunidades en 6 zonas homogéneas establecidas por vías, topografía, costumbres y ubicación geográfica, más la cabecera cantonal con una densidad bruta cantonal de 104 habitantes por km². 

### Hidrografía
Las Cuencas y microcuencas corresponden al río Portoviejo, que cubre la parte noroeste en donde se ubican los centros poblados de San José, Higuerón, Sosote, El Frutillo, Los Cerecitos, Cabecera urbana de Rocafuerte, entre otros, a continuación se destaca el estero Bachillero hacia la margen derecha de las vías Rocafuerte – Tosagua, en donde se incorporan centros poblados como El Cardón, Danzarín, San Miguel de Tres Charcos, además el Río Chico es otra cuenca hídrica que se identifica en esta jurisdicción ubicada hacia la parte sur, en sectores como Resbalón, finalmente tenemos el Río Carrizal cuya área de influencia abarca la parte oeste del Cantón.  

### Suelo
En la parte baja del Cantón y específicamente en las zonas de Sosote, Tierras Amarillas, Puerto Loor, Pueblito,  Higuerón, sectores muy productivos, sus habitantes se dedican a la siembra de arroz, maíz, plátano, sin embargo esta actividad agrícola se constituye en el mayor contaminate del suelo de este Cantón por el uso intensivo de plaguicidas.
  en la parte alta del Cantón las comunidades de Tres charcos, Danzarin y otras se dedican al cultivo de  maíz , maní, y hortalizas ya que su suelo arcilloso y clima es ideal para este tipo de cultivo.
Otro factor contaminante del suelo, es la quema de rastrojales que se llevan a cabo durante la preparación del terreno previo a la siembra, acciones que se ejecutan con más intensidad en las zonas agrícolas.

## Aspectos sociales

### Población
Es de 33,736 habitantes según proyección del INEC para Rocafuerte en el 2010, correspondiendo al 2,47% de la población provincial, y el 0,24% de la población ecuatoriana, se encuentra repartida la población el área urbana posee 12,486 hab. y 21,250 del área rural, con una tasa de crecimiento de 1,10.  
  
Existe un equilibrio poblacional entre los hombres con 14876 habitantes que ocupan el 50.73%, frente a la población femenina con 14445 habitantes, es decir el 49.27%,
El Cantón Rocafuerte forma parte de la Conurbación Manabi Centro.

### Vivienda
En Rocafuerte el déficit de vivienda es 15,36%, tanto en el área urbana y rural, todo núcleo familiar tiene una vivienda propia, aunque los sistemas constructivos, y calidad de la misma sean deficientes, el tipo de construcción son en su mayoría mixtas también de caña, ladrillo y hormigón armado.
  
En el cantón Rocafuerte existen 7496 viviendas, de las cuales 6456 están ocupadas, 840 están desocupadas y 200 viviendas están en construcción.

### Educación
El punto de partida en la educación del pueblo rocafortense se da con la llegada de los Salesianos, la creación de la escuela y colegio “San Francisco de Sales”, y posteriormente con la creación de la Escuela San Juan Bosco, que  tienen  prestigio, rompiendo barreras regionales contando con estudiantes de toda la provincia, gracias a su nivel de formación, no obstante, existe un gran número de escuelas uní docentes en área rural, varias de ellas con dos y tres aulas para atender a los seis grados, las condiciones de la infraestructura civil es regular, al igual que la mayoría de planteles educativos, carecen de material didáctico y de equipamiento que permitan recibir la instrucción eficiente, dentro del nuevo pensún académico.
  
Considerando el alto índice de analfabetismo funcional del 25,37% y de acuerdo a los resultados de los talleres sectoriales para la elaboración del diagnóstico participativo , determinamos que existe un bajo nivel de educación de la población del área rural. La Escolaridad Urbana de personas mayores de 24 años es del 8%, mientras que el analfabetismo total es del 7%. 
  
Los centros educativos están distribuidos en 42 de las 54 comunidades que ocupan el área rural del cantón Rocafuerte considerando que 24 establecimientos educativos brindan sus servicios en la cabecera cantonal, y únicamente 4 colegios en el área rural en el Pueblito, Higuerón, Tres Charcos y Danzarín.

### Indicadores sociales
- La Población Total de la Provincia de Manabí es de 1’186,025 habitantes, de los cuales el Cantón Rocafuerte ocupa el 2.5% de la población provincial con 29,321 habitantes, el área urbana posee 8,349 hab. que corresponde a 28.47% de la población cantonal y 20,972 del área rural con el 71.53%.
- Promedio familiar es de 4,54 habitantes por vivienda.
- Tasa de Crecimiento Poblacional Cantonal es de 1,1%.
- Pirámide Poblacional: Rangos de población joven, mayor que la de adultos mayores.
- Analfabetismo 7%.
- Analfabetismo Funcional 25,37%
- Escolaridad Urbana personas mayores de 24 años 8,0%
- Escolaridad Rural personas mayores de 24 años 5,0 %
- Desnutrición Crónica niños menores de 5 años, 38,51%.
- Grupos Vulnerables: 104 casos de adolescentes embarazadas, 314 casos de discapacidad
- Existe un trabajo realizado por “Plan” en líneas de asistencia técnica y financiamiento a proyectos de educación y salud.
- NBI (Necesidades Básicas Insatisfechas) Urbano 63,30
- NBI Rural 93,10:
- Vivienda Propia: 84,64%
- Déficit habitacional: 15,36%
- Índice de Vulnerabilidad Social (IVS): 30,60.
- Trabajadores menores a 14 años 272 hab.

### Fechas importantes
Las celebraciones más importantes son las fiestas patronales en homenaje a la virgen de El Carmen, el 16 de julio es el motivo de esta recordación religiosa, las demostraciones de amor a la patrona y novenario en su homenaje son una tradición que se conserva desde épocas de la colonia, la fiesta comercial con juegos mecánicos y ventas de diferentes artículos atrae la presencia de los ciudadanos, salones de bailes en la vía pública ofrecen la posibilidad de divertirse, música y bebida se comparte en esta celebración; otra de las festividades es de San Pedro y San Pablo en 29 de junio desde los primeros días de junio se conforman los gobiernos blancos, negros y de artillería. En Rocafuerte y Valdez la alegría es evidente durante la temporada y el 30 de septiembre la fecha de cantonización.

### Costumbres y tradiciones
Al ritmo de bailes y amorfinos esta costumbre de divertirse se mantuvo por varios años. Las familias o grupos de amigos se reunían en diferentes épocas del año y de acuerdo a la ocasión para expresar el sentimiento de las personas, a pesar de que esta tradición se va perdiendo la fundación cultural Scorpio busca mantener viva la expresión popular. Los velorios en casa, es motivos religioso para reunir a las familias, el café acompañado con majado, bollo o corviche es brindado a los asistentes en las 9 noche de acompañamiento.
  
En el mes de diciembre antes de celebrar la Navidad, la comunidad cristiana organiza el Novenario al Niño Jesús. Las misas se celebran en horas de la madrugada acompañadas de villancicos, el templo de la señora de El Carmen luce muy concurrido.

### Medios de comunicación
En relación con los medios de comunicación cuenta con 9 canales de televisión, que son sintonizados diariamente en especial MANAVISIÓN, TELEVISIÓN MANABITA, CAPITAL TELEVISIÓN, todos medios provinciales, mientras que en el contexto nacional obtienen mayor sintonía ECUAVISA, OROMAR TELEVISIÓN, TC TELEVISIÓN, en horario estelar; en relación con radioemisoras existe una radio local Radio Rocafuerte 96.1 FM, cuyo propietario es Mario Cedeño Ugalde, un connotado Periodista, Catedrático Universitario e historiador, que ha sostenido en el tiempo la memoria histórica y comunicacional del cantón y su gente; además son muy sintonizadas radio Sucre y Son Onda de Portoviejo; Marejada, Modelo y Son de Manta de Manta. Prensa escrita circulan especialmente El Diario de Portoviejo. A propósito de la evolución tecnológica y del surgimiento de los medios digitales en plataformas y redes sociales, se ha generado iniciativas comunicacionales con énfasis en información local. Rocafuerte ha sido cuna o lugar residencia de respetables periodistas ecuatorianos como Jaime Ugalde Moreira, Katerine Zambrano Vélez, Hernán Muñoz Salazar, Jhonny Mendoza Bravo, Orlys Ugalde intriago, Sandro Muñoz Avilez, entre otros jóvenes que son parte de una nueva generación de comunicadores.
Una forma alternativa de comunicación muy conocida y que cuenta con la aceptación de la población es el perifoneo, un carro circula por el sector difundiendo los mensajes cualquier tipo de comunicación....

## Aspectos económicos
Según resultados definitivos del Censo Nacional de Población y Vivienda realizado en el 2000 y publicado en el 2001 por el INEC,  Rocafuerte tiene una Población Económicamente Activa-PEA de 9639 habitantes (33 por ciento de la población total), de los cuales, 6874 viven en el área rural y 2765 en el área urbana; esta circunstancia determina que la base económica del cantón corresponde mayormente al sector rural.
  
Las líneas productivas determinantes de la economía local son; agropecuaria,  comercio,  industria y manufactura, enseñanza, construcción, transporte, almacenamiento y comercialización. Otras ramas productivas de menor significado económico son;  administración pública,  actividades comunitarias y sociales,  servicios sociales y de salud, hoteles y restaurantes e inmobiliaria y empresarial.
  
Según un diagnóstico realizado se estima que el ingreso familiar Promedio es alrededor de 780 dólares anuales, proviniendo el principal aporte de la actividad agropecuaria; se determinó además que las familias con menores ingresos son las que están más alejadas de la cabecera cantonal,  el 33 por ciento de las familias reciben ingresos no agropecuarios y por lo menos un miembro de cada familia recibe el bono de la pobreza, actualmente llamado bono productivo. 

### Indicadores económicos
- PEA. 9.639hab.
- PEA Mujeres 1382 (14,34%), hombres, 8257 (85,66%)
- Desempleados 5176.
- la agropecuaria (57%), el comercio (11%), la industria y manufactura (5%), enseñanza (5%), la construcción (3%), el transporte, almacenamiento y comercialización (3%). Otras ramas productivas de menor significado económico son; la administración pública, las actividades comunitarias y sociales, los servicios sociales y de salud, hoteles y restaurantes e inmobiliaria y empresarial que corresponden al 10%.
- Grupos de productores agropecuarios con intereses diversos, organizados y tierras no legalizadas en casos aislados.
- Líneas de créditos para sector productivo, sin asistencia técnica, con una tasa del 18%.

## Servicios básicos

### Alcantarillado sanitario y pluvial
Disponen de un sistema de alcantarillado,y algunas personas usan soluciones individuales (pozos de descarga).  La Municipalidad del Cantón Rocafuerte no cuenta con un equipo de limpieza de estas fosas creándose un problema sanitario sobre todo en invierno.
  
Las aguas servidas son descargadas en las piscinas de oxidación, pero en época invernal todo el sector bajo se inunda, originándose serios problemas de salud. Las potenciales fuentes de contaminación, identificadas son: por generación doméstica y por descargas del sistema de piscinas de oxidación.

### Desechos sólidos
El barrido se realiza en dos turnos,  mañana (05H00 a 12H00) y en la tarde (14H00 a 17H00), en el casco central donde las vías son asfaltadas, adoquinadas y lastradas de lunes a viernes, con tres equipos unipersonales de barrido, además, se barren las calles transversales dentro de la zona antes mencionada.  La recolección de los desechos productos del barrido manual es apoyada por el recolector.  El personal utilizado en el barrido está compuesto por trabajadores del Municipio y cuenta con el equipo mínimo indispensable (un coche, una escoba y una pala).  Se estima un 95 % de cobertura urbana y un 40 % de cobertura rural.   
  
En la actualidad se presta el servicio con un vehículo recolector marca DINA MODELO 1986 en regulares condiciones de funcionamiento y con un volquete, ambos automotores de propiedad de la municipalidad. Siendo el servicio que presta los 5 días de la semana, en frecuencia de todos los días en el centro y una vez por semana en las comunidades.

### Riesgos
Rocafuerte es vulnerable a un sinnúmero de amenazas de origen natural y antrópico especialmente a las inundaciones,  en cada estación invernal, se ve afectado en sus zonas bajas ocasionando pérdidas considerables de su producción agrícola.

Durante la estación lluviosa se producen crecientes ocasionadas por constantes y abundantes precipitaciones,  que aumentan considerablemente los caudales y niveles de los ríos, esteros y quebradas.

Producto de estas crecidas, dan origen a la desestabilización de taludes en los márgenes de los ríos, razón por la que varias comunidades, y asentamientos humanos ubicados en las riberas se ven seriamente afectados, ocasionando pérdidas agrícolas, infraestructura vial destruida, así como también varios puentes y alcantarillas.  

Por lo general, el desbordamiento tiene un potencial destructor fuerte en las zonas bajas, los cultivos ubicados en el margen de los ríos, permanecen por varias semanas cubiertos por las aguas, dependiendo de la inclinación del terreno, su drenaje y absorción para su eliminación; inestabilidad del terreno y por el asolvamiento de los ríos, un alto porcentaje de estos, aumentaron en su ancho, los muros de contención sufren averías o destrucción; provocando cuantiosas pérdidas por el acarreo de palizadas en muchos sitios de los cauces de los ríos y canales, creando un represamiento de las aguas.

Los efectos causados por estas crecidas: desbordamiento del cauce de los ríos, debilitamiento del muro de contención y caminos, asolvamiento de los ríos lo cual disminuyó la capacidad importante del cauce, facilitando el desbordamiento de los Ríos Chico y Grande, causan inundaciones importantes en el valle, derrumbes en los cerros y lomas,  exponiendo a riesgo a un número considerable de familias.

Por otra parte, las fuertes precipitaciones afectan gravemente las vías de comunicación, que se detallan a continuación.
- Vía Rocafuerte  Chone
- Rocafuerte Charapotó
- Rocafuerte Río Chico
- Rocafuerte Portoviejo

Caminos vecinales que son interrumpidos por las fuertes inundaciones:
- Camino Vecinal Sitio Puerto Loor.
- El Horcón
- La Jagua, El Cerrito
- California
- Sosote Adentro, San Pedro
- Pasaje
- Danzarín, Las Flores
- La Papaya, Cerro Verde
- Tres Charcos, etc.

Otras áreas que se encuentran afectadas en lo urbano:
- Ciudadanía los Sauces,
- Escuela 30 de Septiembre y sus alrededores
- Calle Jhon F. Kennedy y sus alrededores.
- Calle Rocafuerte por la parte del Hospital
- Calle 30 de Septiembre y Manuel J. Calle en la mayoría de los domicilios.
- Avenida 6 de Diciembre y sus alrededores.

En San Eloy está determinada como una zona de alto riesgo, por la presencia de una falla geológica que ha generado el hundimiento del cerro en su parte frontal a la carretera, corriendo peligro las familias que están asentadas en las partes altas y bajas del mismo.  Adicionalmente en la parte Rural existen sectores de colinas que se deslizan ante la abundancia de agua, esto se da en la vía a Tres Charcos, en varios sectores y en el camino que conduce a Danzarín – Ojo de Agua.  
Periódicamente como consecuencia de las fuertes precipitaciones se destruye el carretero Rocafuerte El Ceibal.

La ciudad que se encuentra atravesada por dos ríos; Chico y Portoviejo los mismos que se unen en su territorio antes de llegar al Puerto Loor, sin embargo Río Chico envía unos pequeños afluentes que pasan por la margen de la ciudad (junto al muro de contención)  por lo que este sector es propenso a inundaciones, durante los periodos invernales. 
En el cantón no se han presentados, mayores efectos de desastres el que aun recuerda la población es el fenómeno del niño del año 1982 y 1997,  que fue uno de los más graves, pero por la topografía en temporadas normales se ven afectados por las inundaciones que tienen que convivir en medio del agua por al menos 2 semanas que permanece estancada el agua. Otro evento considerable fue un incendio en el año de 1999 no dejó perdidas humanas pero cuantiosas, perdidas económicas y de infraestructura pues afecto a varias familias.

A pesar de los eventos que afecta anualmente al cantón,  el manejo de emergencia existe descoordinación por parte de las autoridades locales el protagonismo, e intereses políticos son principios que rigen el manejo de la emergencia a pesar de que cuentan con una base de plan de emergencias en donde se determina cual es la organización que áreas y subcomisiones deben activarse dependiendo de la tipología de la amenazas y nivel de complejidad, protocolos de repuesta, flujogramas de intervención y un mapa operativo las autoridades y representantes de las instituciones que forman parte de este plan y el COE local en ciertos casos ni la conocen esta herramienta, y en otros reposa en la institución sin darle funcionalidad siquiera. 

La experiencia que tienen en relación con el manejo de albergues no es la mejor pues posterior a la emergencia del año 1997 – 1998 algunas familias evacuaron a albergues temporales pusieron resistencia por retornar a sus domicilios, por la que tuvieron que darles una contribución económica, razón por la cual en las últimas emergencias no han procedido a sacar a familias a albergues sino que se trasladen a hogares de familiares o conocidos que se ubican en zonas seguras. El ministerio de desarrollo urbano y vivienda MIDUVI, construyó albergues ubicados en la vía a Chone, pero lamentablemente no cumplen la función para la cual fueron construidos actualmente funciona una extensión de la universidad agraria y un colegio a distancia.

## Aspectos de salud
Rocafuerte cuenta con Centro de Salud Hospital, ubicado en el sector n.º 4, Ciudadela 25 de agosto, en las calles Jaime Roldós y Bolívar, carretero Rocafuerte Río Chico, Portoviejo, a un kilómetro del centro de la ciudad, a 25 kilómetros de la capital manabita. Fue construido en el año 1980 y fue inaugurado el 21 de marzo de 1981. Su estructura es de hormigón y techo de eternit.
Es un centro con una complejidad Nivel Uno, su oferta de servicios son: Medicina  General, Pediatría  general, Cirugía general hasta mediodía, Gineco Obstetricia (Ginecología, Planificación Familiar, Obstetricia), Laboratorio Clínico, Odontología 8 horas, Programas Preventivos (PAI, PIN, PANN, PCT, DOC), Vigilancia Epidemiológica y Atención de Emergencia y hospitalización 24 horas, con una capacidad instalada de 15 Camas, 1 cuna, 2 incubadoras, 5 consultorios, 1 Centro Quirúrgico (sala labor, Parto, RN, quirófano, esterilización) y 5 camillas
El hospital cuenta con el siguiente recurso humano: Médicos 10 (3 Residentes, 1 Director, 5 Tratantes, l Epidemiólogo), Licenciadas en Enfermería (dos), Auxiliares de Enfermería 17, Odontólogos  2, Tecnólogos Médicos 2, Personal Administrativo. 9, Auxiliares de Farmacia 2, Guardalmacén 1, Chóferes   1, Auxiliares Administrativo Salud 11, Técnico de mantenimiento. 1, Auxiliares de Odontología 1, Auxiliares de laboratorio 2, Educador para la Salud 1 e inspector Sanitario 2.
En lo relacionado con transportes y movilización disponen de 1Ambulancia (regular estado) y 1 jeep Toyota Land Cruese  (regular estado); aspecto de comunicaciones disponen de telefax 2644253 y 3 líneas telefónicas 2644 214,  2644 633,  2644 166, además de 1 sistema de Altoparlante para comunicación interna.
El área de salud N.º 7, Cuenta 9 unidades operativas: 1 centro de salud ubicado en la población de Charapoto y 8 subcentros ubicados en Frutillo, San Eloy, Valdez, Resbalón, El Pueblito,  Cañitas, San Jacinto y San Clemente.

Según informe de grupos programáticos asiste un total de 49.824; Rocafuerte 16.319, Frutillo 2.756; Resbalón 6.637; Valdez 3.084; San Eloy 3.272; Charapoto 6.140; San Jacinto 4.626; San Clemente 4.431 y Cañitas 2.559 respectivamente. 

Entre las enfermedades que más frecuentemente afectan a la población podemos nombrar en primer lugar a las Infecciones Respiratorias Agudas (IRA), favorecidas por condiciones climáticas, hacinamiento y malnutrición. Las Enfermedades Diarreicas Agudas generadas por agentes infecciosos bacterianos o virales micóticos transmitidos principalmente por aguas, alimentos contaminados , malas condiciones higiénicas en el hogar, esta situación aumenta en época de invierno debido a las inundaciones que causan principalmente estancamiento de aguas y reboce de las letrinas y pozo ciego, considerando que no existe el sistema de alcantarillado y pluvial, la diabetes causada de forma crónica metabólica ocasiona por malos hábitos de alimenticios y problemas genéticos, dengue transmitido por la picadura de un mosquito que alberga el plasmodium,  así también enfermedades consideradas hereditarias como hipertensión arterial, intoxicación ingesta de alimentos contaminados, enfermedades veneras contacto sexual sin control, hepatitis virales “A” por contaminación oral -  fecal, leptospirosis ocasionada por una bacteria tiene como huésped a animales domésticos y las ratas; es transmitida a través de contaminación del animal infectado en especial por el ganado vacuno a través de heces orinas que contaminan el agua,  ocasionada fundamentalmente por la falta de insalubridad de la población.

La Desnutrición en la población desde enero a junio es 877 monitoreados a través del sistema de vigilancia alimentaría nutricional, es evidente que a pesar de ser un cantón eminentemente agrícola, no existe un conocimiento adecuado del valor nutritivo de los alimentos, y que la situación económica de las familias genera la venda de productos de un mayor valor en el mercado, dejando solo lo elemental para el consumo particular. 

Existe un alto grado de enfermedades infectocontagiosas, causada por la carencia de recolección de desechos sólidos, las aguas estancadas por el invierno y la insalubridad por la inexistencia de alcantarillado pluvial y sanitario, deficiente educación para la salud, poca cultura preventiva en la población y descontinuación de los programas de atención médica, que influyen directamente en el bajo rendimiento escolar, Inasistencia de escolares a centros educativos, Deficiente desarrollo de niños y niñas, Mortalidad Infantil.  

Hay un deficiente acceso a los servicios de salud de calidad debido principalmente a la crisis económica que impide a la población acceder a centros de atención médica y comprar medicinas que mejoren su salud, o que le brinden suficiente educación para la salud, teniendo localmente deficientes recursos humanos en salud generado por la baja asignación de recursos y que conllevan a una baja atención en calidad y en cantidad, situación que empeora cada vez que se generan los paros por adeudamiento del Estado. 

Es importante mencionar que entre las principales causas de mortalidad en el cantón tenemos: hipertensión, diabetes, politraumatismos ocasionados por accidentes de tránsito, infecciones respiratoria aguda, enfermedades diarreicas agudas, paro cardiorrespiratorio,  cáncer de próstata, cáncer al estómago, mortalidad materna y cáncer hepático. Debemos destacar que esta información se basa en los registros mortuorios del registro civil del cantón. Pues en el hospital no se han resgistrados defunciones al ser un centro con un nivel de complejidad uno, en caso de presentarse casos que necesitan de atención especializada son transferidos de manera inmediata al Hospital de Portoviejo.

## Unidades operativas
El área N.º 7 está conformada por nueve unidades operativas 5 ubicadas en la zona rural del cantón y las 4 restantes pertenecientes al cantón Sucre:
Centro de Salud Charapoto  (cantón Sucre):    con una cobertura aproximada de 6.140, siendo el horario de atención de 08:00 a 16:00 de lunes a viernes contando con personal: 1 odontólogo y enfermera rural, 2 auxiliares de enfermería, 2 empleados sanitarios, 1 auxiliar administrativo, 1 inspector sanitario; 1 persona encargada de la limpieza, mensajería pero sin ser empleado del ministerio de salud únicamente recibe una bonificación. Las comunidades que son atendidas por esta unidad son: Florida, Corona, La Jagua, Pueblito, Charapoto, San Ignacio, Sequita Puerto Salina, Nuevo Correagua, Las Gilses, Correagua, Arenales, Tamarindos, San Bartola, Bebedero, Cañitas entre las principales enfermedades son IRA, EDA, afecciones dérmicas y parasitosis.
Sub Centro Frutillo: con una cobertura aproximada de 2.756;  siendo el horario de atención de 08:00 a 16:00 de lunes a viernes;  el personal que asiste es: 1 médico y enfermera rural,   voluntaria  de salud, 1 persona encargada de la limpieza, mensajería pero sin ser empleado del ministerio de salud únicamente recibe una bonificación. Los servicios con los que cuenta la unidad son medicina general y emergencias, inmunización llevan también los programas del ministerio de salud pública como el PAN 2000 y TB. La población que asiste a esta unidad de salud son de las comunidades vecinas tales como: Cerrito, La Jagua, San Jacinto de Rocafuerte, Guayaba, Higuerón, Puerto Higuerón, Puerto Cañitas, La Sequita, Los Arenales, Crucita, Los Ranchos, El Altillo y Cerecito. Esta unidad brinda servicio desde hace 16 años,  en relación con los efectos que ocasionaba el fenómeno del niño dejaba a la unidad paralizada, pues tenían que brindar atención en la iglesia o lugares que se encuentren en la zona no inundada. 

Sub Centro Resbalón: Con una cobertura aproximada de 6.637; siendo el horario de atención de 08:00 a 14:00 de lunes a viernes;  el personal que asiste 1 médico profesional 5, 1 enfermera exfonni, 1 odontóloga rural 1 persona encargada de la limpieza, mensajería pero sin ser empleado del ministerio de salud únicamente recibe una bonificación. : Montecristi, Orna, Rocafuerte, San Pedro, Paquisha, Río Chico, Milagro Mejía, Portoviejo entre las principales enfermedades son: respiratorias, digestivas, dérmicas, transmisión sexual, vías urinarias hipertensión y diabetes. Es importante mencionar que en este sector existe tres prostíbulos razón del incremento de enfermedades venéreas.

Sub Centro Valdez: Con una cobertura aproximada de 3.084; siendo el horario de atención de 08:00 a 16:00 de lunes a viernes el personal que asiste:  1 médico y enfermera rural, 1 voluntaria de salud, 1 persona encargada de la limpieza, mensajería pero sin ser empleado del ministerio de salud únicamente recibe una bonificación. La población atendida son de las comunidades Valdez, Pasaje, Tabacales, Los Pocitos, Sosote Adentro y Resbalón entre las principales enfermedades son parasitosis, síndrome fetal, diarreicas, dérmicas y respiratorias.

Sub Centro San Eloy: Con una cobertura aproximada de 3.272;  siendo el horario de atención de 08:00 a 16:00 de lunes a viernes; el personal que asiste es 1 médico y enfermera rural,  1 auxiliar de enfermería y 1 persona encargada de la limpieza, mensajería pero sin ser empleado del ministerio de salud únicamente recibe una bonificación. Las comunidades que son atendidas por esta unidad son las jaguas, San Andrés, Regalón y las principales enfermedades son: afección de vías respiratorias, enfermedades diarreicas agudas, afecciones en la piel, parasitosis, hipertensión arterial. En la actualidad esta unidad está funcionando en un alquilado y muy reducido. Y no brinda además las condiciones básicas para brindar atención a los pacientes causando malestar e incomodidad para asistir a consulta médica.

Sub Centro San Jacinto  (cantón Sucre): Con una cobertura aproximada de 4.626;  siendo el horario de atención de 08:00 a 16:00 de lunes a viernes; el personal que asiste es: 1medico, enfermera y odontólogo rural, 1 auxiliar de enfermería y 1 persona encargada de la limpieza, mensajería pero sin ser empleado del ministerio de salud únicamente recibe una bonificación. Entre las comunidades atendidas son: San Roque, El Blanco, Santa Teresa, San Jacinto, San Alejo entre las enfermedades son digestivas, dérmicas, respiratorias e hipertensión.

Sub Centro San Clemente (cantón Sucre): con una cobertura aproximada de 4.4.431, siendo el horario de atención de 08:00 a 16:00 de lunes a viernes el personal que asiste es: 1 médico rural y 1 persona encargada de la limpieza, mensajería pero sin ser empleado del ministerio de salud únicamente recibe una bonificación. Esta unidad es una de las más problemática especialmente por la carencia de personal y con ello no aceptación de la población. (el mayor tiempo pasa cerrada la unidad) 
Sub Centro  Cañitas  (cantón Sucre): con una cobertura aproximada de 2.559,  siendo el horario de atención de 08:00 a 16:00 de lunes a viernes; 1 médico y enfermera rural, 1 auxiliar de enfermería y 1 persona encargada de la limpieza, mensajería pero sin ser empleado del ministerio de salud únicamente recibe una bonificación. La población atendida son de las comunidades de: Cañitas, San Eloy, Puerto Cañitas, La Jagua, Charapoto entre las principales enfermedades son: diarreica, parasitosis, respiratorias, paludismo y tuberculosis.

Sub Centro  Pueblito: Con una cobertura aproximada de 1.860,  siendo el horario de atención de 08:00 a 16:00 de lunes a viernes; el personal que asiste 1 médico, odontólogo y enfermera rural, 1 voluntaria de salud, 1 médico con pase administrativo, y 1 persona encargada de la limpieza, mensajería pero sin ser empleado del ministerio de salud únicamente recibe una bonificación.

En relación con emergencias anteriores los sectores que se ven han visto afectados son: Frutillo, Valdez, Resbalón, Pasaje, Tabacales,  que son monitoreados a través del programa SIVALERTA, del ministerio de salud Pública, las unidades operativas no se han visto en necesidad de extender su horario de atención al público, ventajosamente no se han presentado perdidas de vidas humanas o lesiones graves. Según información de la población indican que en el peor de los casos el agua ha permanecido por dos a tres semanas en un nivel mínimo y que las perdidas han son en el sector productivo especialmente. La comunicación entre unidades operativas es a través de comunicación móvil o notificaciones escritas desde la dirección del área. 

### Seguro social campesino
En el cantón existe la presencia de cuatro dispensarios de atención médica ubicados en las poblaciones de: Sosote, Danzarín, Huigeron y Pasadero la atención es para las familias que son afiliadas, pagan una aportación mensual,   tienen servicios de consultas a médicas,  atención de emergencia, controles prenatales entregan canastillas para las madres afiliadas, controles rutinarios (presión, temperatura, pulso), atención odontológica, transferencias a los hospitales del seguro a nivel nacional dependiendo de la especialidad requerida por el paciente, el horario de atención es de 08:00 a 16:00 de lunes a viernes.

### Voluntarios de salud
La unidad de programas Manabí Norte de Plan Internacional que ha viene trabajando desde hace 10 años en la zona, en el sector salud ha formado en 18 comunidades voluntarios de salud, quienes han recibido la formación en asistencia prehospitalaria para los miembros de sus comunidades especialmente por la distancia hacia centros de salud cercanos quienes cuentan con voluntarios de salud son:  Buenos Aires, San Eloy, Las Peñas, Colinas,  San José, El Pueblito, California, Frutillo, Cerrito, Cerecito, Sosote Adentro, Puerto Loor, San Pedro de Sosote, Nueva Paquisha, Tres Charcos, Valdez, Tabacales, Pasaje, Tierra Bonita, El Guarango.

También los voluntarios desarrollan actividades específicas para menores de 5 años tales como: desparasitación, campañas de vacunación,  entrega de micronutrientes, salud bucal. Cada comunidad cuenta con 1 botiquín comunitarios.

Es importante indicar que existe varios consultorios de atención médica con especialidad en el cantón Rocafuerte sector urbano (32)  y rural el costo de la consulta oscila entre 2 a 5 dólares, la población acude con frecuencia a centros de atención médica pues la atención es de manera permanente. En acercamiento con la población indican que “es mucho mejor la atención pues somos tratados como personas, mientras que en las unidades de salud existe un maltrato para nosotros”. 

En los últimos días se realizó la apertura de una clínica en el cantón, con servicios de ecografías, tomografías, rayos x, laboratorios, quirófanos, atención en medicina general, obstetricia, controles prenatales, odontología, cardiología, pediatría, traumalotogía, intervenciones quirúrgicas. Tiene 5 camas para hospitalización; han realizado varios convenios con las instituciones para la venta de seguros médicos quienes adquieran este seguro recibirán atención médica sin costo, además mantienen un convenio con la organización de comunidades campesinas de Manabí que tiene un farmacia y los precios resultan económicos.

Además con la defensa civil provincial ejecutaron una capacitación a miembros de 26 comunidades con el objetivo de reducir la vulnerabilidad en las comunidades expuestas a la amenazas de inundaciones mediante la organización comunitaria para emergencias entre los resultados planteados fueron: Formación de brigadas para la atención de emergencias, elaboración de mapas de riesgo, instalación de un sistema de alerta temprana, elaboración de un plan local de emergencias y realización de un simulacro. 

Las comunidades cuentan con un mapa de riesgo y en algunas conformadas su equipo de respuesta, pero no se ha dado continuidad y seguimiento a la actividad. 

### Cruz roja ecuatoriana filial Rocafuerte
Cuenta con un equipo de 12 jóvenes voluntarios que constantemente se encuentran en capacitaciones constantemente, cuentan con un equipo mínimo de primeros auxilios, búsqueda,  rescate y una ambulancia en buenas condiciones. En la actualidad ejecutan un plan de capacitación en preparación ante situaciones de desastres en la comunidad de Los Ríos, que por su ubicación geográfica se ve afectada en temporada invernal. Este trabajo ha tenido buena respuesta y participación de miembros de la comunidad por lo que ahora tienen interés por ampliar a más comunidades ubicadas en la riveras del río Portoviejo y río Chico.

### Concejo cantonal de salud
Mediante la expedición de ordenanza municipal del 23 de enero de 2004, creó el “consejo cantonal de Salud de Rocafuerte”;  cuya naturaleza indica; Es una institución permanente de asistencia coordinación e implementación de actividades de salud, agua, educación y saneamiento ambiental, tendiente a mejorar y ampliar los servicios de salud que se prestan en el cantón. 

El mismo que está conformado por los siguientes representantes;  El alcalde que es el presidente; un representante del municipio es el director de la comisión de salud, el jefe de área N.º 7 quien es el director técnico secretario; el director del hospital de Rocafuerte si no fuere jefe de área; un representante del seguro social campesino; un representante del comité de gestión de los fondos solidarios de salud para la aplicación de la Ley de maternidad gratuita y atención al infante; el párroco del cantón; el presidente de la cruz roja; la presidenta coordinadora del INNFA, el jefe del cuerpo de bomberos, el coordinador de la defensa civil, el jefe político del cantón; un representante de las ONG, un representante del núcleo de médicos cantonal, un representante de los grupos vulnerables; un representante de las comunidades, un representante de la escuela de enfermeras, presidenta del patronato municipal.

## Agua potable

### Abastecimiento de Agua
El abastecimiento a la ciudad se realizó hasta el año 1999 por la Corporación Reguladora de Recursos Hídricos CRM, fecha en que se transfirió a la constituida Empresa Municipal de Rocafuerte. La Empresa Municipal de Agua Potable y Alcantarillado de Rocafuerte EMAPAR, se abastece del líquido vital desde la Planta de Tratamiento de Agua Potable “El Ceibal” que es administrada por la EPAM de Manta.  Este abastecimiento está legalizado mediante la firma de un Convenio Interinstitucional de abastecimiento de Agua Potable entre la Municipalidad y la EPAM.

El abastecimiento de agua potable que se realiza a los usuarios del Cantón Rocafuerte lo efectúa la EMAPAR, quien ejecuta la administración, operación y el mantenimiento de todo el sistema de tuberías, entonces se puede manifestar que el servicio que se brinda a los usuarios es municipal, y su consumo es de 800 m3/ día, almacenados en un tanque de reserva de capacidad de 5000 M³.  transportados a través de un acueducto de hierro dúctil de 400 mm de diámetro.

### Fuente de Captación
La Planta de Tratamiento “EL Ceibal” capta el agua cruda desde el río Portoviejo, dicha captación está ubicada en el sector del Puente El Ceibal., desde donde se bombea a la Planta, de aquí hasta dos tanques de Reserva de 800 m³, lo que permite brindar una cobertura al 90% de la zona Urbana con una continuidad de día y medio.

### Tratamiento
La EMAPAR compra el producto (agua potable) ya tratada y no realiza un post – tratamiento en el tanque de reserva. Quienes proveen aproximadamente de 3.000 m³ diarios al Cantón Rocafuerte.                                            

### Cobertura
Se la determina de la siguiente manera: Se tiene 1608 usuarios urbanos de los cuales tienen medidores, existen unos 80 usuarios que tienen guías domiciliarias, pero no tienen medidores, se establece que un promedio 100 usuarios tienen acceso al abastecimiento pero no tiene guías domiciliarias, un promedio de 200 familias no tienen acceso a la red en el perímetro urbano.

Es importante indicar que EAPAM, vende el agua a un costo de 0.26 ctvs cada metro cúbico y la Empresa Municipal a cargo del servicio la comercializa a los usuarios:
No existe cultura de pago en la población, ya que el 60% de la misma no cancela oportunamente el servicio, lo que ocasiona una alta cartera vencida, muy a pesar de los esfuerzos que realizan quienes se encuentran al frente de la Empresa.

La Empresa ha planteado un juicio a la EAPAM por el no cumplimiento del convenio suscrito entre las dos Instituciones.

Las Comunidades: El Pueblito, Puerto Loor, San José de Las Peñas, Los Ríos, Tabacales, Buenos Aires, California, mantienen un sistema de usuarios que fueron contratados por el Municipio y financiados por el Praguas, todos estos sistemas son de la misma fuente de abastecimiento, la planta El Ceibal. 

Según el último informe emitido por el departamento de saneamiento ambiental del municipio manifiestan que de acuerdo al análisis físico químico del agua para consumo se tomó cuatro muestras; 1 Tanque reservorio, 2 Tubería de salida de tanque reservorio a (50 m), 3 Sector barrio San Miguel, 4 Sector Buenos Aires (tubería que viene del ceibal); realizado por el Dr. Igor Mera Martínez Químico Farmacéutico.  Realizado en el mes de junio del 2005 concluyen;
- No se aplica cantidad alguna de cloro en el tanque de reservorio.
- No se realiza ningún tratamiento de limpieza del tanque de reservorio,  presenta elevación de parámetros microbiológicos (bacterias aerobios totales y coniformes fecales y totales).
- Se evidencia parámetros químicos de dureza total y sulfatos por encima de los rangos permisibles, lo que se relaciona con la turbidez del río Portoviejo.